# 奇克拉 (阿肯色州)
奇克拉（英語：Chickalah）是位於美國阿肯色州耶爾縣的一個非建制地區。該地的面積和人口皆未知。

## 地理
奇克拉的座標為35°09′51″N 93°16′43″W / 35.16417°N 93.27861°W，而該地的平均海拔高度為124米（即407英尺）。